# Griego arcado-chipriota
El arcado-chipriota (en griego: Αρκαδοκυπριακή διάλεκτος; en latín: Dialectus Arcado-Cypria) fue un dialecto del griego antiguo hablado en la región montañosa de Arcadia, en el Peloponeso central, y la isla de Chipre, al sur del Asia Menor.  Este dialecto sólo se conoce por inscripciones datadas entre los siglos VII y IV a. C. No se usó como lengua literaria, sólo Homero hace un uso esporádico de algunas formas de este dialecto. En la isla se escribió usando el silabario chipriota, procedente del silabario micénico lineal B. 
El dialecto arcadio-chipriota desciende directamente del griego micénico, debido a que Arcadia se vio libre de la llamada invasión doria. Según un pasaje de Pausanias (Descripción de Grecia VIII 2) los arcadios, después de la guerra de Troya, navegaron hasta Chipre y fundaron la ciudad de Pafos. 
El arcado-chipriota mantenía algunas características del dialecto micénico que desaparecieron de los demás dialectos griegos, como la conservación del fonema [w], escrito ϝ (digamma). La letra san (Ϟ) se usó sólo en Arcadia hasta el siglo VI a. C.
No se debe confundir a este antiguo dialecto con el griego chipriota moderno, ya que este último es el resultado de la llegada de la koiné a la isla y de su mezcla con los préstamos de otras lenguas, y que gradualmente fueron reemplazando al arcadio-chipriota originario.  

## Características
- Paso de –ο > -υ: desinencias verbales en –τυ/-ντυ en lugar del ático –το/-ντο, ἀπυ en lugar de ἀπό, ὑμοιοις en lugar de ὁμοίοις.

- Paso de -α > -ο: preposición ὀν en lugar de ático ἀνά, όνεθυσε en lugar de ático ἀνέθυσε.

- Paso de εν > ιν: ἰν en lugar de ático ἐν, μινονσαι en lugar de μένουσαι, desinencia de la voz media –μινος en lugar de ático -μενος.

- Mantenimiento del fonema [w], digamma: Ϝεκαστον en lugar de ático ἕκαστον.

- Paso de –τι > -σι: εἰκοσι, desinencia de 3.ª persona del plural de los verbos (como en ático).

- Desinencias de singular y plural de la voz media en –τοι y –ντοι en lugar de las del ático –ται y –νται: τετακτοι en lugar de τέτακται

- Apócope de los prefijos ἀνά, κατά, παρά: κακειμεναυ en lugar de ático κατακειμένης.

- Preposición πος en lugar de ático πρός.

- En arcadio conservó de –νσ-: plural de la voz activa –ονσι en lugar de ático –ουσι, πανσας en lugar de ático πᾶσας.

- En arcadio usó la letra san (Ϟ) para representar el resultado del protogriego (*kw, *gw, *gwh): ὁϞεοι = ὅτεῳ.

## Ejemplo
Dialecto arcadio, siglo VI o V a. C. 

ει γυνα ϝεσετοι ζτεραιον λοπος, / [ιερο]ν εναι ται Δαματρι Θεσμοφοροι. / [ει δε] με υνιεροσει, δυμενες εασα επε ϝεργο / [....]ς ζ' εξολοιπυ, κα οζις τοτε δαμιοϝοργε // [αφαε]σται δαρχμας τριακοντα. ει δε με αφαετοι, / [οφλεν] ταν ασεβειαν. εχε οδε κυρος δεκο ϝετεα. ενα[ι] / [......] τοδε.
Ley Sacra, Luso. Referencia: D. Robinson CD 38.191 ss.

Traducción:

Si una mujer llevare una ropa de color, / se consagrará a Deméter Tesmoforia. / Y si no lo consagrare, porque no está dispuesta a hacerlo, / (…) que muera, y quien entonces sea demiurgo // que pague treinta dracmas. Y si no las pagare, / será condenado por impiedad. Este decreto durará diez años. Que sea / (…) esto.